# ناديا الفزاني
ناديا فزاني هي سباحة ليبية. شاركت في حدثين في الألعاب الأولمبية الصيفية لعام 1980.

## روابط خارجية
- ناديا الفزاني على موقع أوليمبيديا (الإنجليزية)